# Raymond Federman
Raymond Federman (ur. 15 maja 1928 w Montrouge, zm. 6 października 2009 w San Diego) – pisarz pochodzenia żydowskiego, tworzący w języku angielskim oraz francuskim. Teoretyk, krytyk i wykładowca literatury na Uniwersytecie Buffalo.
Kiedy w lipcu 1942 francuska policja w imieniu niemieckich sił okupacyjnych rozpoczęła na szeroką skalę obławę Vel d’Hiv, matka Federmana ukryła 14-letniego syna spontanicznie w szafie, dzięki czemu przetrwał on jako jedyny z rodziny Holocaust. Zagłada bliskich oraz konieczność ukrywania się stały się jednym z głównych wątków literackich w twórczości Federmana, co szczególnie uwidacznia się w powieści Głos w szafie. Przedostał się na południe Francji, gdzie do końca wojny ukrywał się na wsi, pracując jako parobek.
W 1947 wyemigrował do Stanów Zjednoczonych. Rozpoczął studia na Columbia University, uzyskał tytuł magistra w 1958 i obronił pracę doktorską w 1963 na Uniwersytecie Kalifornijskim w Los Angeles z literatury porównawczej na temat Samuela Becketta.

## Powieści
- Podwójna wygrana jak nic: prawdziwy fikcyjny dyskurs. Tytuł oryg. ang.: Double or Nothing: a real fictitious discourse, 1971. Wydanie polskie w przekładzie Jerzego Kutnika, Kraków 2010. ISBN 978-83-62574-07-0.
- Amer Eldorado (napisana po francusku), Paryż 1974.
- Take It Or Leave It, 1976.
- Głos w szafie (tytuł oryg. angielsko – francuskiego: The Voice in the Closet / La Voix Dans le Cabinet de Débarras), 1979.
- The Twofold Vibration Indiana University Press & Harvester Press Ltd., 1982.
- Smiles on Washington Square, Thunder’s Mouth Press, 1985.
- To Whom It May Concern, 1990.
- La Fourrure de ma Tante Rachel (napisana po francusku) Éditions Circé, 1997.
- Loose Shoes, Weidler Verlag 2001.
- Aunt Rachel’s Fur, 2001.
- Mon corps en neuf parties, 2003.
- A qui de droit (napisana po francusku) Al Dante, 2003.
- Retour au fumier, 2005.
- My Body in Nine Parts, Starcherone Books, 2005.
- Return To Manure, 2006.
- Chut(napisana po francusku) Léo Scheer, 2008.
- The Carcasses (A Fable) BlazeVOX Books, 2009.
- SHHH: The Story of a Childhood, Starcherone, 2010.